# 1439

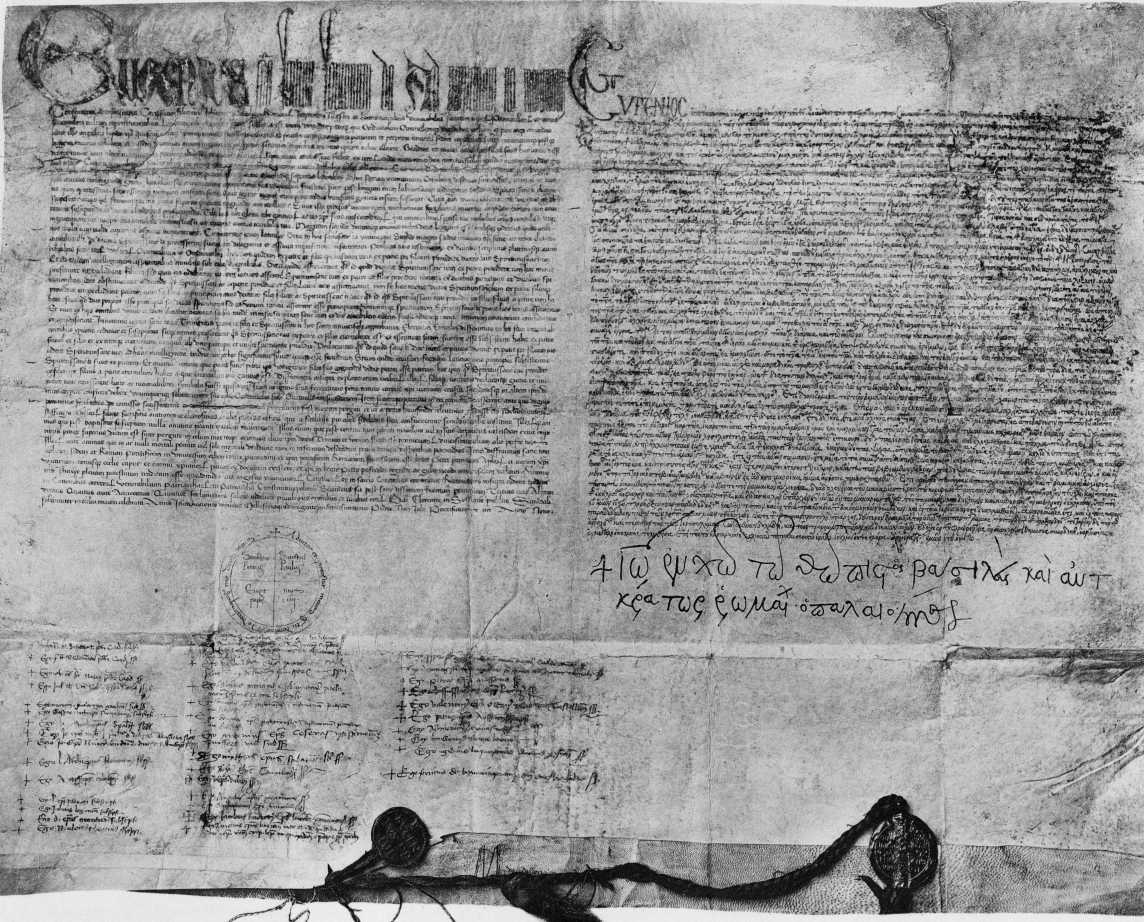
De bul Laetantur Coeli, bedoeld om een einde te maken aan het Oosters Schisma

Het jaar 1439 is het 39e jaar in de 15e eeuw volgens de christelijke jaartelling.

## Gebeurtenissen
januari
- januari - Het Concilie van Ferrara wordt verplaatst naar Florence.
- 24 - paus Eugenius IV en patriarch Jozef II van Constantinopel ontmoeten elkaar in Ferrara.

maart
- 31 - Eerste steenlegging voor het Stadhuis van Leuven

mei
- 11 - Jan van Bourgondië wordt gekozen tot bisschop van Kamerijk.

juli
- 6 - Vertegenwoordigers van zowel de Rooms-Katholieke Kerk als de Oosters-orthodoxe kerken op het Concilie van Ferrara-Florence tekenen de bul Laetantur Coeli die tot hereniging van beide kerken moet leiden.

november
- 5 - Het Concilie van Bazel, dat eerder paus Eugenius IV heeft afgezet, benoemt Amadeus VIII van Savoye tot (tegen)paus onder de naam Felix V.

zonder datum
- Vasili II van Moskou moet de stad ontvluchten vanwege de aanvang van Kazan.
- Stichting van de priorij Mariëndonk in Elshout.
- Eemnes-Binnen wordt afgesplitst van Eemnes-Buiten en krijgt afzonderlijk stadsrechten.
- Goudswaard wordt gesticht.
- Oudst bekende vermelding: Bret, Logabirum

## Opvolging
- Denemarken en Zweden - Erik VII opgevolgd door zijn neef Christoffel III
- Luxemburg (erfelijk hertog) - koning Albrecht II opgevolgd door Willem III van Saksen
- Opper-Oostenrijk - Frederik IV opgevolgd door zijn zoon Sigismund
- Portugal (regent voor Alfons V) - Eleonora van Aragon (moeder) opgevolgd door Peter (oom)
- Sagan - Jan I opgevolgd door zijn zoons Balthasar, Rudolf, Wenceslaus en Jan II de Krankzinnige
- Savoye - Amadeus VIII opgevolgd door zijn zoon Lodewijk
- Sicilië (onderkoning) - Rugero Paruta opgevolgd door Bernardo de Requesens

## Afbeeldingen

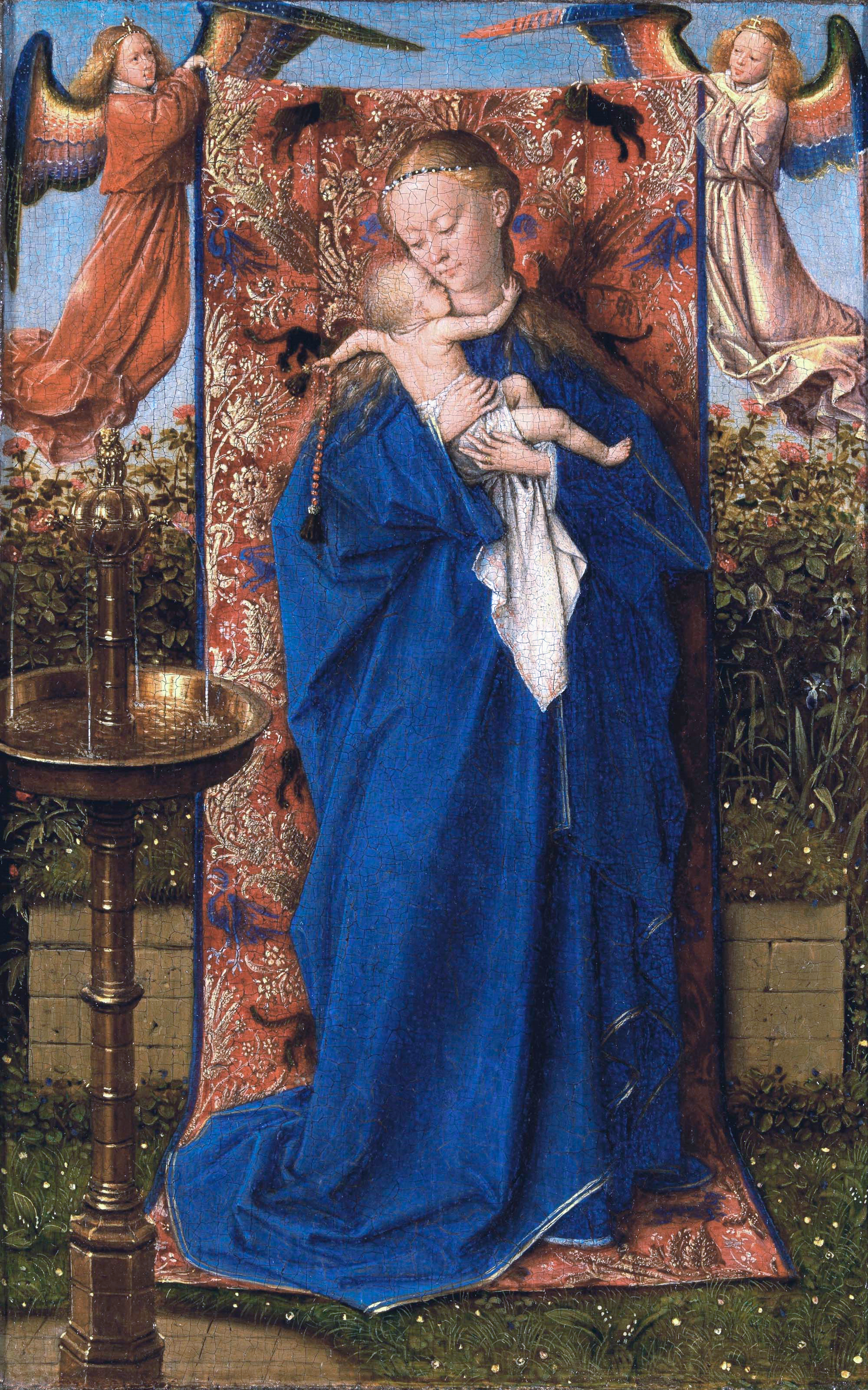
Jan van Eyck: Madonna bij de fontein
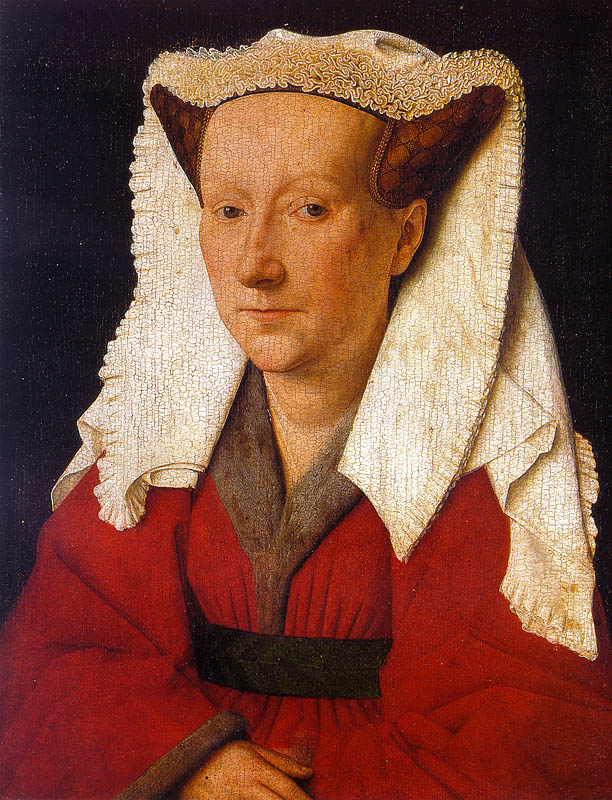
Jan van Eyck: Portret van Margareta van Eyck
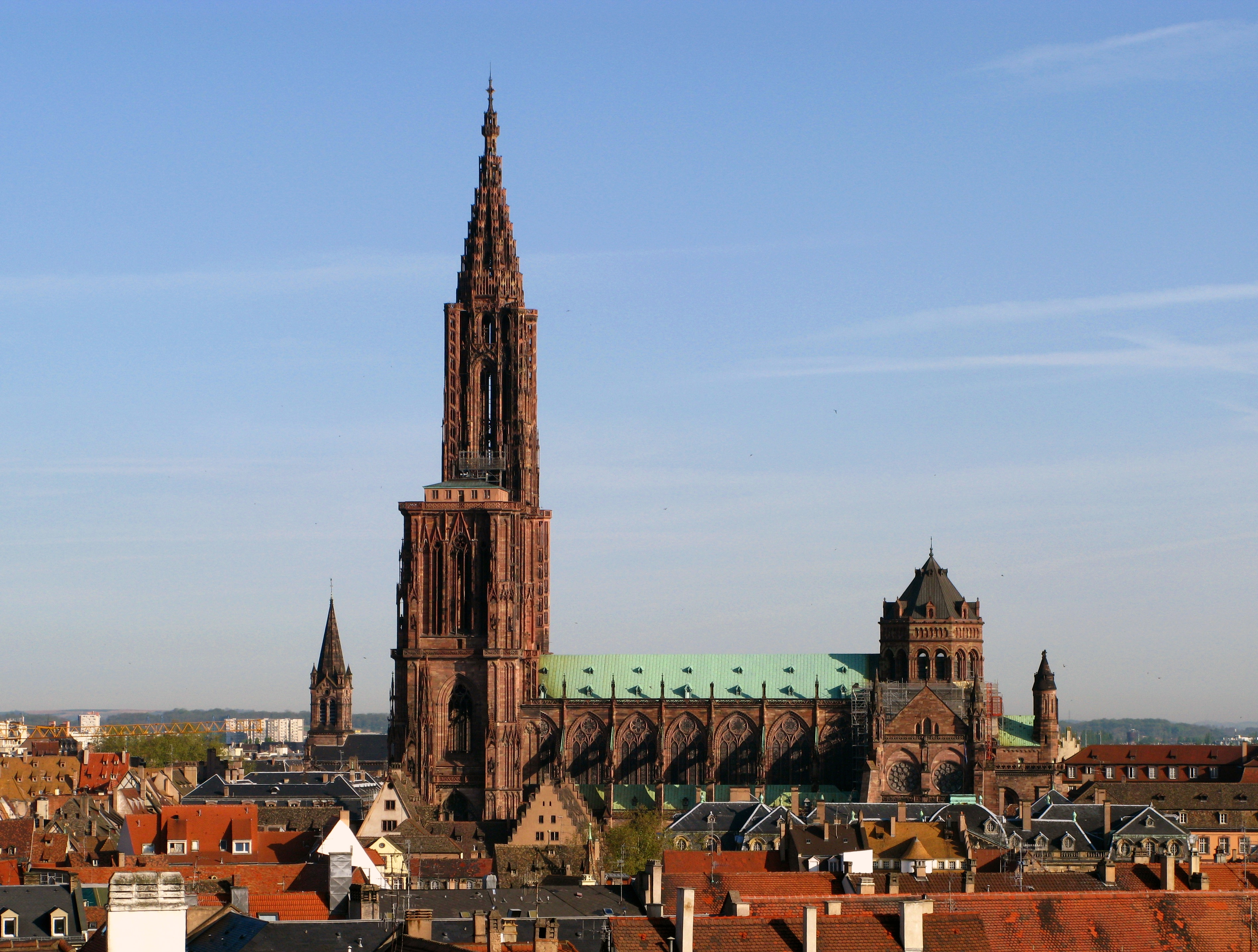
kathedraal van Straatsburg (voltooid 1439)
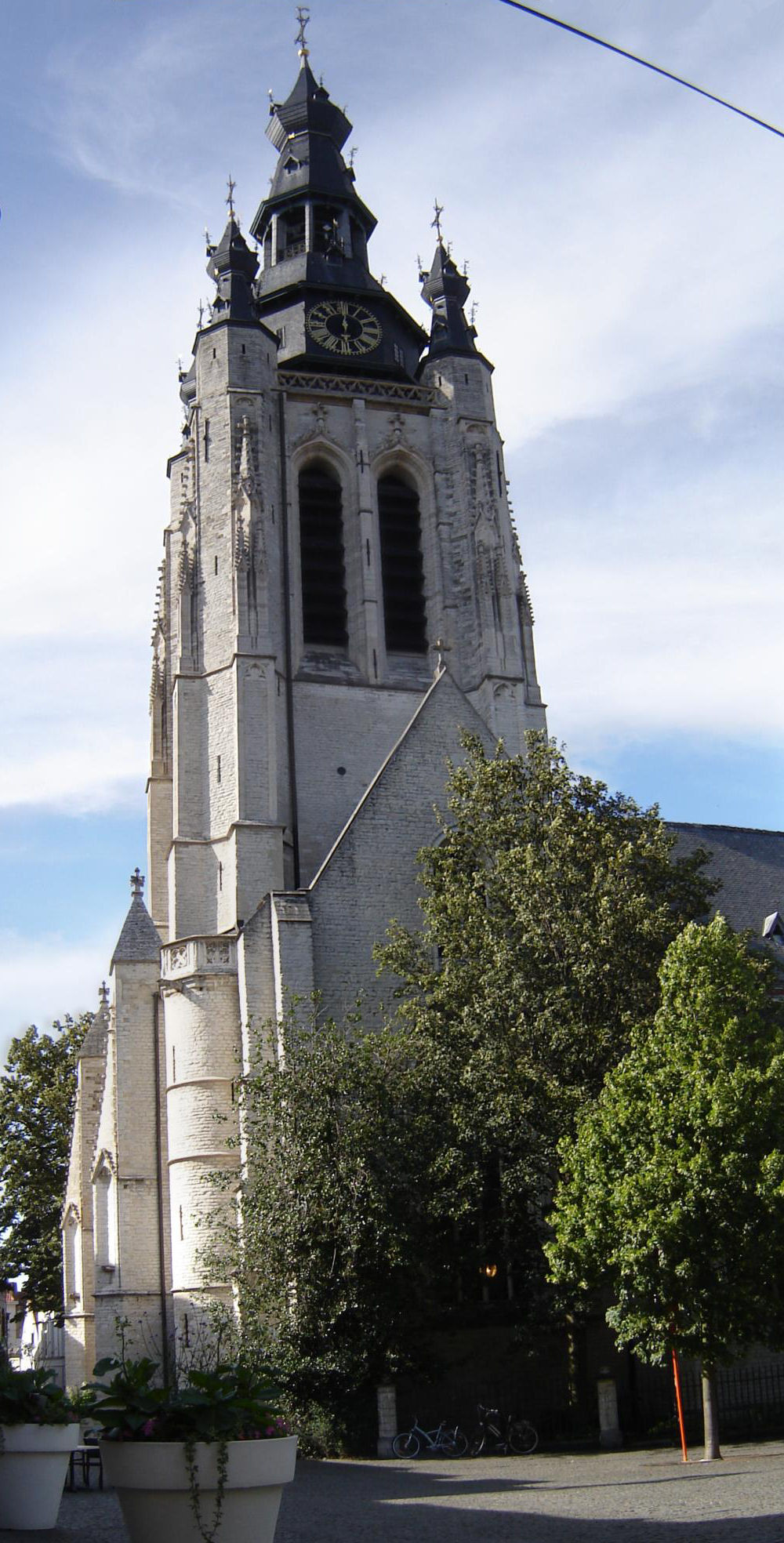
Sint-Maartenskerk, Kortrijk (toren 1439)

## Geboren
- 31 maart - Johanna van Portugal, echtgenote van Hendrik IV van Castilië
- 3 april - Lodewijk II van Württemberg-Urach, Duits edelman
- 29 mei - Pius III, paus (1503)
- 8 juli - Günther XXXVI van Schwarzburg, Duits edelman
- 18 juli - Johan V, hertog van Saksen-Lauenburg
- 26 juli - Sigismund van Beieren, hertog van Beieren-München
- 23 september (doopdatum) - Francesco di Giorgio Martini, Italiaans kunstenaar
- Bagrat VI, koning van Imeretië (1463-1478) en Georgië (1465-1478)
- Cosimo Rosselli, Italiaans schilder
- Johan van Nassau-Wiesbaden-Idstein, Duits geestelijke
- Ngagi Wangpo, vorst van Tibet (1481-1491)
- Sönam Chöglang Langpo, pänchen lama
- Zurkhar Nyamnyi Dorje, Tibetaans arts
- Alexander Hegius, Duits onderwijzer (jaartal bij benadering)
- Otto II, hertog van Brunswijk-Lüneburg (jaartal bij benadering)

## Overleden
- 27 januari - Marc van Vilalba, Aragonees staatsman
- 12 april - Jan I van Żagań, Silezisch edelman
- 30 april - Richard Beauchamp (57), Engels edelman
- 24 juni - Frederik IV van Oostenrijk (~56), hertog van Opper-Oostenrijk
- 26 juni - Archibald Douglas (~47), Schots edelman
- 12 juli - Dalmau van Cartellà, Aragonees geestelijke en staatsman
- 5 september - Jan I van Opole, Silezisch edelman
- 10 september - Koenraad V Kantner, Silezisch edelman
- 18 september - Sulpitius van Vorst (~64), Brabants architect
- 6 oktober - Willem II van Diest, bisschop van Straatsburga
- 27 oktober - Albrecht II (42), koning van Duitsland (1438-1439), Bohemen en Hongarije (1437-1439) (dysenterie)
- 29 oktober - Antoon van Vergy (~64), Bourgondisch edelman
- 4 november - Rhabanus van Helmstatt (~77), Duits prelaat
- 13 november - Beatrix van Portugal (~53), Portugees edelvrouw
- 18 november - Anna van Veldenz (~49), Duits edelvrouw
- 14 december - Swene ter Poorten, Nederlands non
- Dalmau van Cartellà, Aragonees geestelijke en staatsman
- Eitel Frederik I van Hohenzollern (~55), Duits edelman
- Jan van Merheim, Brabants edelman
- Joos Vijd, Vlaams edelman
- Anglea Visconti (~62), echtgenote van Janus van Cyprus
- Claus van de Werve (~59), Nederlands beeldhouwer